# Solo Dance
 (mai 2022).
Singles de Martin Jensen
All I Wanna Do Middle Of The Night
Solo Dance est une musique du DJ et producteur danois Martin Jensen. Elle a été réalisée le 4 novembre 2016. Elle a été écrite par Martin Jensen, Lene Dissing, Mads Dyhrberg et Peter Bjørnskov. Cette musique est la plus connu de Martin Jensen, atteignant plus de 650 millions de streaming sur Spotify.

## Clip Vidéo
Le clip musical est sorti le 27 janvier 2017, sur le compte YouTube de Martin Jensen et d'Ultra Music. On peut y voir des danseurs connus au Danemark tels que Haeni Kim, Dylan Mayoral, Jamie Telford, Sandra Brünnich, Lianne Lee May, Michel Patric San, Remi Black et Cilia Trappaud, qui dansent tout le long de la vidéo, pendant que Martin Jensen joue de la musique.

## Classements Musicaux

### Classement Hebdomadaire
| Classement (2016-17)                    | Meilleure position |
| --------------------------------------- | ------------------ |
| Allemagne (GfK Entertainment)           | 14                 |
| Australie (ARIA)                        | 40                 |
| Autriche (Ö3 Austria Top 40)            | 14                 |
| Belgique (Flandre Ultratip 100)         | 6                  |
| Belgique (Wallonie Ultratop 50 Singles) | 41                 |
| Canada (Hot 100)                        | 82                 |
| Danemark (Tracklisten)                  | 7                  |
| Écosse (OCC)                            | 4                  |
| Espagne (PROMUSICAE)                    | 97                 |
| Finlande (Suomen virallinen lista)      | 19                 |
| France (SNEP)                           | 60                 |
| Hongrie (Rádiós Top 40)                 | 26                 |
| Norvège (VG-lista)                      | 7                  |
| Pays-Bas (Nederlandse Top 40)           | 37                 |
| Pays-Bas (Single Top 100)               | 20                 |
| Pologne (ZPAV)                          | 44                 |
| Portugal (AFP)                          | 30                 |
| Suède (Sverigetopplistan)               | 7                  |
| Suisse (Schweizer Hitparade)            | 17                 |
| Tchéquie (IFPI Rádio)                   | 4                  |
| Tchéquie (IFPI Singles Digitál)         | 12                 |
| Royaume-Uni (UK Dance Chart)            | 1                  |
| Royaume-Uni (UK Singles Chart)          | 7                  |
| États-Unis (Hot Dance/Electronic Songs) | 17                 |

### Classement Annuel
| Classement (2017)                     | Meilleure position |
| ------------------------------------- | ------------------ |
| Allemagne (GfK Entertainment)         | 47                 |
| Belgique (Wallonie Ultratop)          | 80                 |
| Danemark (Hitlisten)                  | 32                 |
| France (SNEP)                         | 126                |
| Pays-Bas (GfK Entertainment)          | 47                 |
| Suède (Sverigetopplistan)             | 13                 |
| Suisse (Schweizer Hitparade)          | 36                 |
| Royaume-Uni (Official Charts Company) | 15                 |

### Certifications
| Pays              | Certifications |
| ----------------- | -------------- |
| Danemark (IFPI)   | 2 × Platine    |
| France (SNEP)     | Platine        |
| Allemagne (BVMI)  | Platine        |
| Italie (FIMI)     | Platine        |
| Royaume-Uni (BPI) | 2 × Platine    |